# Pieter Kuntz
Pieter Adrianus Kuntz (Rotterdam, 20 oktober 1904 - Nieuwerkerk aan den IJssel, 3 juni 1945) was een Nederlands verzetsstrijder tijdens de Tweede Wereldoorlog. Kuntz werd geboren als zoon van een Duitse vader en een Nederlandse moeder. Volgens de toenmalige wetgeving kreeg het kind de nationaliteit van de vader. Kuntz trouwde tweemaal met een Nederlandse vrouw, waar uit het eerste huwelijk één kind en uit het tweede huwelijk twee kinderen werden geboren.   
Kuntz werkte onder andere als steward op de grote vaart (KNSM) en als leraar Duits op een middelbare school. In 1943 moest Kuntz vanwege zijn nationaliteit in Duitse krijgsdienst, waaruit hij kort na 6 september 1944 was gedeserteerd om zich aan te sluiten bij het Rotterdamse verzet. Kuntz maakte vervolgens deel uit van de L.K.P.-knokploeg van Joost "Harro" Schouten (Rotterdam Zuid).

## Vermoord na de oorlog op verdenking van verraad
Op 28 april 1945 gaf prins Bernard als hoofd van de Binnenlandse Strijdkrachten het bevel om met onmiddellijke ingang alle liquidaties van vermeende verraders stop te zetten.
Desondanks werd onder andere de Rotterdamse verzetsstrijder Pieter Kuntz zonder proces doodgeschoten op 3 juni 1945 door Chris Scheffer en Jan Arie de Groot. Kuntz werd verdacht van verraad, ook al heeft de lokale commandant J.A. Louwers van de Binnenlandse Strijdkrachten (bureau Gordelweg) verklaard dat Kuntz niet werd verdacht en zich vrijelijk door de stad mocht bewegen.
Kuntz werd er van verdacht de centrale Rotterdamse wapenvoorraad van de Binnenlandse Strijdkrachten, welke in een trekschuit "De Drie Gebroeders" in de Boezembocht was opgeslagen, te hebben verraden aan de bezetter. In januari 1945 zou Kuntz op aanwijzing van V-Mann Anton van der Waals zijn aangehouden en tijdens marteling door de Sicherheitsdienst zijn doorgeslagen. Op 13 januari 1945 overviel de Sicherheitsdienst de schuit en sneuvelden twee verzetsstrijders die de schuit bewaakten. 
Uit historisch onderzoek van J.A. Blaauw blijkt dat de bezetter de wapenschuit al op het spoor was nog voordat Kuntz werd aangehouden. Blaauw concludeert dat Kuntz waarschijnlijk geen blaam treft. Voor de geruchten dat Kuntz als V-Mann actief werd na zijn aanhouding zijn geen bewijzen gevonden.
Kuntz zat van januari 1945 tot 27 mei 1945 in arrest in afwachting van een krijgsraad wegens desertie uit de Wehrmacht. Door geallieerd ingrijpen werd op 27 mei 1945 voorkomen dat hij als gevangene van de Wehrmacht naar Duitsland werd meegevoerd. 
Omdat Kuntz na 5 mei 1945 overleed kreeg hij niet de status van "oorlogsslachtoffer". Het verzetspensioen van zijn weduwe werd stopgezet in 1946. Ondanks aandringen van de weduwe werd er geen strafrechtelijk onderzoek naar zijn dood gedaan. Zijn moordenaars Scheffer en De Groot kregen in 1950 voorwaardelijke straffen voor de naoorlogse moord op Kitty van der Have.